# 蓬塔谢韦
蓬塔谢韦（義大利語：Pontassieve），是意大利佛罗伦斯省的一个市镇。总面积114平方公里，人口20811人，人口密度182.6人/平方公里（2009年）。ISTAT代码为048033。